# Przegląd Budowlany
Przegląd Budowlany – miesięcznik techniczno-naukowy, założony w 1929 roku przez Stowarzyszenie Zawodowe Przemysłowców Budowlanych Rzeczypospolitej Polskiej w Warszawie, w 1949 roku miesięcznik został przejęty przez    Polski Związek Inżynierów i Techników Budownictwa.
Jest to miesięcznik, mający obecnie około 60 stron objętości, skierowany do inżynierów, naukowców, studentów uczelni technicznych oraz ludzi nauki skupionych wokół branży budowlanej. Zawiera opracowania i przeglądy nowych technologii, specjalistyczne artykuły z zakresu najnowszych rozwiązań i badań w budownictwie ogólnym, informacje o nowych produktach, materiałach budowlanych i nowoczesnych technologiach. Artykuły problemowe są recenzowane przez pracowników naukowych wydziałów budownictwa, wskazanych przez Radę Naukową PZITB, a publikacja na łamach miesięcznika jest punktowana – 5 pkt dawniej KBN, obecnie MNiSW.